# جویا باربیری
 هوایی باربیری (ایتالیایی: Gioia Barbieri؛ زاده ۹ ژوئیهٔ ۱۹۹۱) یک تنیس‌باز اهل ایتالیا است. 